# إدوارد الثاني (ملك إنجلترا)

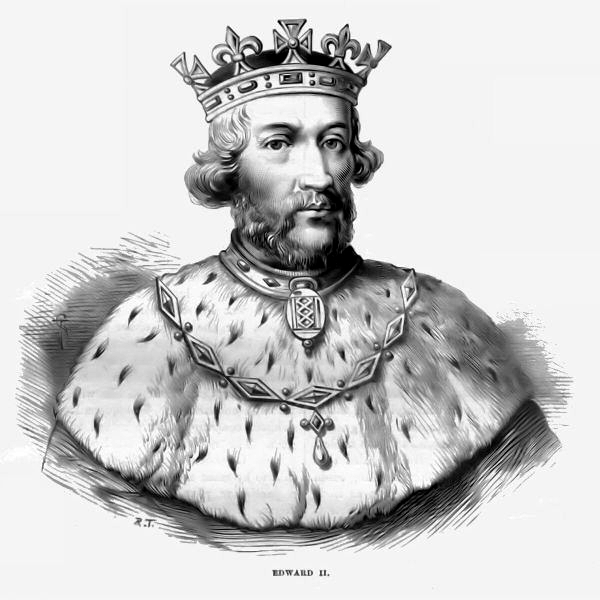
إدوارد الثاني من إنكلترا، صورة تخيلية

إدوارد الثاني (Edward II) (عاش 1284-1327 م) هو ملك إنكلترا (1307-1327 م)، وابن الملك السابق إدوارد الأول. استعادت اسكتلندا استقلالها أثناء عهده. كان أول من حمل لقب أمير ويلز (أثناء حكم والده).
كانت طباعه ومؤهلاته تتناقض مع خصال والده، المحارب المتمرس، لم يكن إدوارد الثاني في مستوى المسؤولية، وتسبب في مواجهات مع النبلاء الإنكليز، أسفرت على اندلاع حرب أهلية. قام عام 1314 م، وعلى الرغم من عدم جاهزيته للقتال، بغزو اسكتلندا، فتلقى هزيمة قاسية على يد روبرت بروس في معركة بانيكبرن (Bannockburn). عام 1326 م قامت زوجته إيزابيلا من فرنسا بخيانته مع عشيقها اللورد روجر مورتيمر (Roger de Mortimer)، دبر الاثنان خطة لغزو البلاد -كان الملك عاجزا وضعيفا-، قاما بعدها بخلعه من العرش ونُصب ابنه إدوارد الثالث مكانه، ليقتل الملك بعدها غِيلة في قصر بركلي، غلوسترشير (Gloucestershire).

## خلفية
إدوارد الثاني هو الابن الرابع لكل من إدوارد الأول، ملك إنجلترا ولورد أيرلندا وحاكم محافظة غشكونية الواقعة في الجزء الجنوبي الغربي من فرنسا (التي احتُفظ بها بصفتها إقطاعية تابعة لملك فرنسا)، وإليانور كونتيسة بونتيو في شمال فرنسا. انحدرت إليانور من عائلة قشتالة الملكية.  أثبت إدوارد الأول نجاحه بصفته قائدًا عسكريًا، وذلك بعد قضائه على تمرد البارونات في ستينيات القرن الثالث عشر وانضمامه إلى الحملة الصليبية التاسعة. استولى إدوارد الأول على شمال ويلز خلال ثمانينيات القرن الثالث عشر وأزاح الأمراء الويلزيين عن مواقع السلطة، وتدخل في الحرب الأهلية الاسكتلندية خلال تسعينيات القرن الثالث عشر، مُعلنًا الولاية على البلاد. اعتُبر إدوارد الأول من أكثر الحكام نجاحًا من قبل معاصريه الذين شغلوا رتبَا عليا بين النبلاء الإنجليز، وكان له قدرة كبيرة على التحكم بالإيرادات. يصف المؤرخ مايكل بريستويتش الملك إدوارد الأول بأنه «ملك مثير للخوف والاحترام»، ووُصف من قبل جون جيلينغهام على أنه متنمر كفوء.
خلّف الملك إدوارد الأول -على الرغم من نجاحاته الكثيرة- مجموعة من التحديات غير المحلولة على عاتق ولده، وذلك بعد أن توفي في 1307. مثلت مشكلة حكم إنجلترا في اسكتلندا أكثر هذه التحديات أهمية، إذ توفي إدوارد الأول قبل انتهاء حملته العسكرية الطويلة غير الحاسمة على اسكتلندا. شكلت سيطرته على محافظة غشكونية الفرنسية مصدرًا للتوتر مع الملوك الفرنسيين. أصر الملوك الفرنسيون على دفع الملوك الإنجليز لإعلان البيعة لهم مقابل سيطرتهم على هذه الأراضي، لكن اعتبر الملوك الإنجليز هذا مهينًا لمكانتهم الملكية، وظلت المشكلة دون حل. واجه إدوارد الأول معارضة متزايد من باروناته حول الضرائب وطلبات الشراء اللازمة لتمويل حروبه، وترك ابنه مع ديون وصلت إلى نحو 200,000 جنيه بعد وفاته.

## حياته الباكرة (1284-1307)

### ولادته
وُلد إدوارد الثاني في قلعة كيرنارفون شمال ويلز في 25 أبريل عام 1284، بعد أقل من سنة من غزو إدوارد الأول للمنطقة، ولذلك كان يُدعى أحيانًا إدوارد من كيرنارفون. قد يكون الملك اختار القلعة قاصدًا لتكون موقع ولادة إدوارد لأنها موقع رمزي مهم للغاليين الأصليين، وشهدت تاريخ الإمبراطورية الرومانية، وشكلت مركز الإدارة الملكية الجديدة لشمال ويلز. رافقت ولادة إدوارد تنبؤات بالعظمة تبناها الأنبياء المعاصرون، إذ توقعوا أن نهاية الزمان وشيكة الحدوث، ولقبوه بالملك آرثر الجديد الذي سيقود إنجلترا إلى المجد. رأى ديفيد باول، وهو رجل دين من القرن السادس عشر، أن الطفل قُدّم للغاليين بصفته أميرًا «مولودًا في ويلز ولا يمكنه التلفظ بأي كلمة إنجليزية»، لكن لا توجد أدلة تدعم قصته.
يعود أصل اسم إدوارد إلى الإنجليزية، ويربطه بالقديس إدوارد المعترف الذي ينتمي لجماعة الأنجلوسكسونيون. اختار والده هذا الاسم بدلًا من الأسماء التقليدية النورمندية والإسبانية القشتالية التي تركها لأخويه جون وهنري اللذين توفيا قبل ولادة إدوارد، وألفونسو الذي توفي في أغسطس من عام 1284، ليصبح إدوارد الوريث الوحيد للعرش. مع أن إدوارد تمتع بصحة جيدة في طفولته، خشي والداه باستمرار من وفاته في سنواته الأولى تاركًا إياهما دون وريث ذكر. بعد ولادته، تولت مرضعة تُدعى ماريوتا أو ماري العناية به عدة أشهر حتى أصابها المرض، فأصبحت أليس دو ليجريف مربيته البديلة. بالكاد عرف إدوارد والدته الحقيقية إليانور، التي عاشت مع والده في غشكونية في سنواته الأولى. شُكلت حاشية كاملة مع مجموعة موظفين لخدمة الطفل الجديد تحت إدارة أمين خزانة الملك جيلس من أودينارد.

### طفولته وشخصيته ومظهره
ازداد الإنفاق على حاشية إدوارد الشخصية بينما ينمو، وفي عام 1293، تولى ويليام من بلايبورو إدارة النفقات. من المحتمل أن إدوارد نال تعليمًا دينيًا على يدي الرهبنة الدومينيكانية الذين دعتهم والدته للانضمام إلى حاشيته عام 1290. تولى أحد أتباع جدته، غي فير، مهمة تعليمه. كان فير مسؤولًا عن تأديبه وتدريبه على امتطاء الخيول والمهارات العسكرية. لا توجد معلومات أكيدة تصف مستوى تعليم إدوارد، لكن هناك دليل ضعيف على قدرته على القراءة والكتابة، مع أن والدته كانت مهتمةً بتعليم أولادها الآخرين، وكان فير بنفسه رجلًا متعلمًا نسبةً إلى عصره. تحدث إدوارد غالبًا اللغة الفرنسية الأنغلو-نورمانية في حياته اليومية، إضافةً إلى بعض الإنجليزية وربما اللاتينية.
كانت نشأة إدوارد عاديةً نسبةً إلى فرد من عائلة ملكية. كان لديه اهتمام بالخيول وتربيتها، وأصبح راكب خيول بارعًا. أحب إدوارد الكلاب أيضًا، خصوصًا السلوقية، وأبدى في رسائله حسًا فكاهيًا غريبًا، مطلقًا الدعابات حول إرسال حيوانات غير مقبولة إلى أصدقائه، مثل الأحصنة التي تكره حمل ممتطييها أو كلاب الصيد الكسولة التي لا تقوى على صيد أرنب. لم يكن مهتمًا بالصيد أو الصقارة، وهما نشاطان شاعا في القرن الرابع عشر. استمتع إدوارد بسماع الموسيقا، مثل الموسيقا الغالية وآلة الكروث حديثة الاختراع في عصره والأورغن. لم يشارك في المجاولة إما بسبب افتقاره للأهلية أو منعه من المشاركة لسلامته الشخصية، لكنه بالتأكيد كان داعمًا لهذه الرياضة.
نما إدوارد ليصبح طويلًا قوي الجسم، واتصف بالوسامة نسبةً لمقاييس عصره. اشتُهر بكونه متحدثًا عامًا ماهرًا وعُرف بكرمه على موظفي منزله. على غير المعتاد، مارس إدوارد بالتجديف والتسييج وحفر الخنادق، واستمتع برفقة العمال والطبقة الدنيا. لم يكن هذا سلوكًا طبيعيًا لطبقة النبلاء في ذاك العصر، وعرضه للنقد من معاصريه.
في عام 1290، وقع والد إدوارد معاهدة بيرغهام، التي وعد فيها بتزويج ابنه ذي الست سنوات من مارغريت أميرة اسكتلندا التي امتلكت حق المطالبة بعرش اسكتلندا. توفيت مارغريت في وقت لاحق من ذاك العام ما أودى بالخطة إلى الفشل. توفيت إليانور والدة إدوارد بعد وقت قصير، وتبعتها جدته إليانور من بروفانس. أُصيب إدوارد الأول باضطراب شديد بعد وفاة زوجته وأقام لها جنازةً ضخمةً، بينما ورث ابنها عنها مقاطعة بونثيو. بعد تلك الأحداث، كان من المخطط أن يقترن إدوارد الصغير بزوجة فرنسية ليؤمّن على ما بقي له من فرنسا، لكن الحرب اندلعت عام 1294. تغيرت الخطة إلى الزواج من ابنة غي، كونت فلاندرز، لكن هذه الخطوة فشلت أيضًا بعد أن منعها فيليب الرابع ملك فرنسا.

### الحملات الأولى على اسكتلندا
بين عامي 1297 و1298، أصبح إدوارد مسؤولًا عن إنجلترا بصفته وصي العرش، بينما انطلق الملك في حملة في فلاندر ضد فيليب الرابع الذي احتل قسمًا من أراضي الملك الإنجليزية في غشكونية. في أثناء عودته، وقع إدوارد الأول معاهدة سلام نصت على زواجه من أخت الملك مارغريت، والموافقة على زواج الأمير إدوارد من ابنة الملك إيزابيلا في الوقت المناسب. كانت إيزابيلا تبلغ في ذاك الوقت سنتين فقط. كان من المفروض أن ينهي هذا الزواج النزاع على دوقية غشكونية لصالح أحفاد كل من فيليب وإدوراد، خاتمًا فترةً طويلةً من التوتر بين الطرفين. يبدو أن إدوارد الصغير شكل علاقةً جيدةً مع زوجة والده الجديدة، التي منحته أخوين غير شقيقين توماس من بروثيرتون وإدموند من وودستوك في عامي 1300 و1301. دعم إدوراد أخويه ماليًا ومنحهما الألقاب بعد استلامه الملك.
عاد إدوارد الأول ثانيةً إلى اسكتلندا عام 1300، وأخذ ابنه معه هذه المرة مسلمًا إياه قيادة الخطوط الخلفية للجيش في حصار قلعة كيرليفروك. في ربيع 1301، نصب الملك إدوراد أميرًا على ويلز، مانحًا إياه إيرلية تشستر وأراضي شمال ويلز. يبدو أن الملك أمل أن يساعد ذلك في تهدئة المنطقة ومنح ابنه بعض الاستقلال المالي. بايع الغاليون أميرهم الجديد إدوارد، ثم انضموا إلى والده في الحملة على اسكتلندا عام 1301، إذ أخذ معه جيشًا يقارب 300 جندي شمالًا ليحتل قلعة تورنبيري. شارك الأمير إدوارد أيضًا في حملة عام 1303 التي حاصر فيها قلعة بريتشن، مستخدمًا معدات الحصار (القفعة) في هذه العملية. في ربيع عام 1304، فاوض إدوراد القادة الاسكتلنديين المتمردين نيابةً عن الملك، وعندما فشلت المفاوضات انضم إلى والده لحصار قلعة ستيرلينغ.
في عام 1305، نشب نزاع بين إدوارد ووالده، ربما لأمر يتعلق بالمال. تشاجر الأمير مع الأسقف وولتر لانغتون (الذي كان أمين الخزينة الملكي) على مقدار الدعم المالي الذي يتلقاه إدوارد من التاج. دافع الملك عن أمين خزينته، وطرد الأمير إدوارد ومرافقيه من بلاطه قاطعًا دعمهم المالي. تصالح الطرفان بعد مفاوضات تدخل فيها أفراد العائلة والأصدقاء.
اندلع الصراع الإسكتلندي مرة أخرى عام 1306، بعد أن قتل روبرت الأول ملك اسكتلندا (روبرت بروس) منافسه جون كومين الثالث ملك بادينوش، وأعلن نفسه ملك اسكتلندا. حشد إدوارد الأول جيشًا جديدًا، لكنه قرر أن يستلم ابنه قيادة الحملة رسميًا هذه المرة. نُصب الأمير إدوارد دوقًا على منطقة آكيتين إلى جانب العديد من الشبان، ومُنح لقب الفروسية في مراسم مُترفة في دير وستمنستر أُطلق عليها وليمة البجع. أقسم الجميع يمينًا على هزيمة بروس في وسط وليمة ضخمة أٌقيمت في القاعة المتاخمة تعيد ذكرى أساطير الملك آرثر والأحداث الصليبية. كان الدور الذي لعبته قوات الأمير إدوارد في الحملة ذاك الصيف غامضًا. شهدت تلك الحملة بأوامر من إدوارد الأول انتقامًا وحشيًا من فصيل بروس في اسكتلندا. عاد إدوارد إلى إنجلترا في سبتمبر، وهناك استمرت المفاوضات الدبلوماسية لتحديد الموعد النهائي لزواجه من إيزابيلا.

## روابط خارجية
- إدوارد الثاني ملك إنجلترا على موقع الموسوعة البريطانية (الإنجليزية)
- إدوارد الثاني ملك إنجلترا على موقع إن إن دي بي (الإنجليزية)